# 만성 외상성 뇌병증
만성 외상성 뇌병증(慢性外傷性腦病症, Chronic traumatic encephalopathy, CTE)은 반복적인 머리 외상과 관련된 신경퇴행성 질환이다. 뇌증 증상에는 행동 문제, 기분 문제 및 사고 문제가 포함될 수 있다. 이 질병은 시간이 지남에 따라 종종 악화되며 치매를 유발할 수 있다.
대부분의 문서화된 사례는 타격 기반의 격투 스포츠에 참여한 운동선수들, 예를 들어 권투, 킥복싱, 종합격투기와 같은 스포츠에서 발생했으며, 또한 럭비 유니언, 럭비리그, 미식축구, 오스트레일리안 풋볼, 프로레슬링, 아이스하키와 같은 격렬한 스포츠에서도 발생했다. 축구에서도 문제가 되지만, 주로 선수 간 접촉보다는 헤딩으로 인한 결과이다. 다른 위험 요소로는 병과 군 복무, 이전 가정폭력, 반복적인 머리 부딪힘 등이 있다. 이 질환이 발생하기 위해 필요한 정확한 외상의 양은 알려져 있지 않으며, 2025년 현재까지 확정적인 진단은 검시를 통해서만 가능하다. 이 질병은 타우병증으로 분류된다.
이 질병에 대한 특정 치료법은 없다. 여러 차례 머리 부상을 입은 사람들 중 CTE 발생률은 약 30%로 나타났으나, 인구 전체의 발생률은 불분명하다. 반복적인 머리 부상으로 인한 뇌손상 연구는 1920년대에 시작되었으며, 당시 이 상태는 권투성 치매(dementia pugilistica) 또는 "복서성 치매", "복서성 광기", "펀치 드렁크 증후군"으로 알려져 있었다. 일부 스포츠의 규칙을 예방 수단으로 변경할 것이 제안되었다.

## 징후 및 증상
CTE의 증상은 4단계로 나타나며, 일반적으로 개인이 반복적인 경미한 외상성 뇌 손상을 겪은 후 8~10년이 지나서 나타난다.
1단계 증상은 혼란, 지남력 상실, 어지럼증, 두통이다. 2단계 증상으로는 기억상실, 사회 불안정, 충동적 행동, 그리고 판단력 저하가 있다. 3단계와 4단계에는 점진적인 치매, 운동 장애, 안면 근육 마비, 언어 장애, 감각 처리 장애, 떨림, 현훈, 귀먹음, 우울증, 그리고 자살성 사고가 포함된다.
추가 증상으로는 구음장애, 연하곤란, 기억상실과 같은 인지 장애, 그리고 안검하수와 같은 안구 이상이 있다. 이 질환은 치매, 즉 정신 능력 저하, 기억 문제, 짧은 시간 동안 스스로 걸을 수 없을 정도의 어지럼증 또는 균형 상실, 그리고/또는 파킨슨증, 또는 떨림 및 협응력 부족으로 나타난다. 또한 언어 문제와 불안정한 걸음걸이를 유발할 수 있다. CTE 환자는 부적절하거나 폭력적인 행동을 보일 수 있으며, 부정망상 또는 편집증을 나타낼 수 있다.

## 원인
대부분의 문서화된 사례는 장기간에 걸쳐 경미한 반복적인 머리 충격(RHI)을 경험한 운동선수들에게서 발생했다. 반복적인 뇌진탕성 및 아뇌진탕성 머리 타격이 CTE를 유발한다는 증거가 있다. 특히 권투, 미식축구, 오스트레일리안 풋볼, 레슬링, 종합격투기, 아이스하키, 럭비, 축구와 같은 격렬한 스포츠와 관련이 있다. 축구의 경우, 2017년 현재까지 이것이 단지 잦은 헤딩과 관련된 것인지, 아니면 다른 부상과 관련된 것인지는 불분명하다. 다른 잠재적 위험 요소로는 군인(전투병과), 이전의 가정폭력, 그리고 머리에 반복적인 충격을 주는 행위가 있다. 많은 군인들이 폭발 및 폭발물에 매우 자주 노출되지만, 이들이 CTE 진단을 받는 경우는 매우 드물다. 연구에 따르면 사망한 참전 용사의 4.4%만이 CTE 진단을 받았다. 폭발물로 인한 폭풍에 노출되면 CTE 증상이 나타날 수 있다. CTE의 또 다른 원인은 잘못 접힌 타우 단백질의 과도한 축적으로, 단백질이 잘못 접히면서 뇌세포를 서서히 죽이는 반응을 일으킨다. 이 질환이 발생하기 위해 필요한 정확한 외상의 양은 알려져 있지 않지만, 발생하기까지 수년이 걸릴 수 있다고 추정된다.

## 병리
CTE의 신경병리학적 외관은 알츠하이머병과 같은 다른 타우병증과 구별된다. 관찰 가능한 CTE 장애의 네 가지 임상 단계는 뇌 조직의 타우 병리와 연관되어 있으며, 전두 신피질의 초점성 혈관주위 신경섬유 덩어리 중심부에서부터 광범위한 뇌 영역에 영향을 미치는 심각한 타우 병증까지 다양하다.
CTE의 주요 물리적 징후는 뇌량 감소와 관련이 있으며, 이는 전두엽 및 측두엽 피질과 내측 측두엽의 위축과 관련이 있다. 측면 뇌실과 제3뇌실은 종종 확대되며, 드물게 제4뇌실의 확장이 관찰된다. CTE의 다른 물리적 징후로는 전방 투명 중격 동굴 및 후방 창, 흑색질 및 청반의 창백, 그리고 후각망울, 시상, 유두체, 뇌줄기 및 소뇌의 위축이 포함된다. CTE가 진행됨에 따라 해마체, 내후각피질 및 편도체의 현저한 위축이 있을 수 있다.
미시적 규모에서는 특징적인 CTE 병변이 피질 고랑의 깊은 곳, 작은 혈관 주변의 실질 깊숙한 곳에서 뉴런 내 p-타우 응집체를 포함하며, 가시 모양 성상교세포가 있거나 없이 나타나고, 뇌표면 및 고랑의 표층 영역에 국한되지 않는다. 특징적인 병변은 CTE를 노화 관련 타우 성상교세포병증 (ARTAG)과 구별하기 위해 뉴런 내 p-타우를 포함해야 한다. CTE의 보조적 특징은 다음과 같다: 표층성 신경섬유 덩어리 (NFTs); CA2 및 CA4 해마의 p-타우; 유두체, 시상하부핵, 편도체, 측좌핵, 시상, 중뇌 피개, 마이네르트 기저핵, 솔기핵, 흑색질 및 청반의 p-타우; 뇌표면 영역의 p-타우 가시 모양 성상교세포 (TSA); p-타우 점상 신경돌기이다. 순수 성상교세포 혈관주위 p-타우 병리는 ARTAG을 나타내며 CTE 기준에 부합하지 않는다.
소수의 CTE 환자들은 운동 뉴런 질환의 증상을 특징으로 하며 근위축성 측삭 경화증 (ALS)을 모방하는 만성 외상성 뇌척수병증(CTEM)을 앓는다. 진행성 근력 약화와 균형 및 보행 문제(걷기 문제)가 CTEM의 초기 징후로 보인다.
뇌에서 생성되는 엑소좀 소포는 CTE를 포함한 TBI의 잠재적 바이오마커이다.
신경 세포의 손실, 뇌 조직의 반흔 형성, 단백질성 노인성 플라크 축적, 수두증, 뇌량의 위축, 미만성 축삭 손상, 신경섬유 덩어리, 그리고 소뇌의 손상이 이 증후군과 관련되어 있다. 권투 치매 환자의 뇌에서 신경섬유 덩어리가 발견되었지만, 이는 일반적으로 알츠하이머병 환자에서 발견되는 분포와는 다르다. 한 연구팀은 여러 번의 경미한 외상성 뇌 손상을 입었던 환자들의 뇌 단면을 조사하여 세포의 세포골격에 변화가 있음을 발견했으며, 이는 뇌 혈관 손상으로 인한 것일 수 있다고 제안했다.
뇌진탕 및 아뇌진탕성 충격에 대한 노출 증가는 가장 중요한 위험 요소로 간주된다. 권투에서는 이러한 노출이 총 경기 수, KO 패배 횟수, 경력 기간, 경기 빈도, 은퇴 연령, 권투 스타일에 따라 달라질 수 있다.

## 진단
CTE는 살아있는 개인에게서 진단할 수 없으며, 사후 검시를 통해서만 명확한 진단이 가능하다. 일부 연구자들은 CTE와 관련된 징후 및 증상을 언급하지만, 살아있는 사람에게 CTE의 존재를 증명할 수 있는 확실한 검사는 없다. 징후는 또한 알츠하이머병과 같은 다른 신경학적 상태의 징후와 매우 유사하다.
특정 바이오마커의 부족은 CTE를 살아있는 동안 일반적으로 진단할 수 없는 이유이다. 뇌진탕은 비구조적 손상이며 뇌출혈을 유발하지 않으므로, 대부분의 뇌진탕은 CT 또는 MRI와 같은 일상적인 신경영상 검사에서 볼 수 없다. 급성 뇌진탕 증상(손상 직후 발생하는 증상)은 CTE와 혼동해서는 안 된다. 장기간의 뇌진탕 후 증후군(PCS, 뇌진탕 직후 증상이 시작되어 몇 주, 몇 달, 심지어 몇 년 동안 지속됨)과 CTE 증상을 구별하는 것은 어려울 수 있다. 연구에서는 신경 영상이 CTE에서 발생할 수 있는 축삭 통합 및 구조적 병변의 미묘한 변화를 감지할 수 있는지 조사하고 있다. 2010년대 초반까지 생체 내 진단 기술, 특히 DTI, fMRI, MRI, MRS 영상을 이용한 CTE 진단 기술에서 더 많은 진전이 이루어졌지만, 이러한 기술이 검증되기 위해서는 더 많은 연구가 필요하다.
살아있는 개인의 CTE 진단을 돕기 위해 타우 단백질에 특이적으로 결합하는 PET 추적자가 필요하다. 한 후보는 추적자 [18F]FDDNP인데, 이는 알츠하이머병, 다운 증후군, 진행성 핵상 마비, 피질기저핵 변성, 가족성 전측두엽 치매, 크로이츠펠트-야코프병과 같은 여러 치매성 질환을 앓는 개인의 뇌에 남아 있다. 인지 및 기분 증상을 가진 5명의 은퇴한 NFL 선수들을 대상으로 한 소규모 연구에서 PET 스캔은 그들의 뇌에서 추적자의 축적을 보여주었다. 그러나 [18F]FDDNP는 베타-아밀로이드와 다른 단백질에도 결합한다. 또한, 추적자가 뇌에 남아 있던 부위는 알려진 CTE의 신경병리와 일치하지 않았다. 더 유망한 후보는 타우에만 결합하는 추적자 [18F]-T807이다. 이는 여러 임상 시험에서 테스트되고 있다.
CTE의 추정 바이오마커는 혈청 내 뇌에 대한 자가항체 존재이다. 이 자가항체는 머리 타격이 많았지만 뇌진탕은 없었던 축구 선수들에게서 발견되었는데, 이는 아뇌진탕성 에피소드조차도 뇌에 손상을 줄 수 있음을 시사한다. 이 자가항체는 손상된 혈뇌장벽을 통해 뇌로 들어가, 일반적으로 면역 공격으로부터 보호되는 신경 세포를 공격할 수 있다. 뇌에 존재하는 방대한 수의 신경 세포 (860억 개)와 정상적인 혈뇌장벽을 통한 항체의 낮은 침투율을 고려할 때, 초기 사건(머리 타격)과 징후 및 증상 발생 사이에는 오랜 기간이 존재한다. 그럼에도 불구하고, 선수들의 혈액에서 나타나는 자가면역 변화는 CTE를 예측하는 가장 초기의 측정 가능한 사건을 구성할 수 있다.
사망한 그리드아이언 풋볼 선수들의 뇌를 대상으로 한 2017년 연구에 따르면, 검사 대상이 된 NFL 선수의 뇌 99%, CFL 선수의 뇌 88%, 준프로 선수의 뇌 64%, 칼리지 풋볼 선수의 뇌 91%, 그리고 고등학교 풋볼 선수의 뇌 21%에서 다양한 단계의 CTE가 발견되었다. 아직 살아있는 선수들은 검사할 수 없다.

### 영상
CTE의 진단은 영상으로 확정될 수 없지만, 구조적 영상을 통해 두부 외상의 영향을 볼 수 있다. 영상 기술에는 자기공명영상, 핵자기 공명 분광법, 컴퓨터단층촬영, 단일 광자 방출 컴퓨터 단층 촬영, 확산 MRI, 그리고 양전자 방출 단층촬영 (PET)이 포함된다. 영상의 특정 용도 중 하나는 PET 스캔을 사용하여 타우 침착을 평가하는 것인데, 이는 은퇴한 NFL 선수들을 대상으로 수행되었다.

## 예방
헬멧과 마우스가드의 사용이 가능한 예방책으로 제시되었지만, 둘 다 사용을 뒷받침하는 중요한 연구는 부족하다. 그러나 둘 다 직접적인 두부 외상을 줄이는 것으로 나타났다. 헬멧 사용이 뇌진탕 위험을 줄이는 데 효과적이라는 중요한 연구는 없지만, 헬멧 사용이 충격력을 줄이는 데 도움이 된다는 증거는 있다. 헬멧이 TBI 및 뇌진탕 예방에 효과적이었던 스포츠는 스키 및 스노보드였다. 마우스가드는 치아 손상을 줄이는 것으로 나타났지만, 뇌진탕을 줄이는 데는 여전히 유의미한 증거를 보이지 않았다. 반복적인 충격이 CTE 발생 가능성을 높이는 것으로 생각되므로, 뇌진탕 및 기타 두부 외상에 대한 인식을 높이고 치료를 개선하는 것이 중요하게 떠오르는 분야이며, 이러한 외상성 부상에서 회복하는 동안 스포츠 참여를 중단하는 것이 필수적이다. 뇌 손상 가능성 후 적절한 경기 복귀 프로토콜 또한 미래 충격의 중요도를 줄이는 데 중요하다.
머리에 가해지는 충격의 빈도와 심각성을 줄이기 위해 격렬한 스포츠 규칙을 변경하려는 노력이 진행 중이다. 이러한 규칙 변경의 예로는 미식축구에서 헬멧 먼저 태클 금지와 같이 태클 기술 규칙의 진화, 그리고 무방비 상태의 선수를 보호하는 규칙의 추가가 있다. 마찬가지로, 또 다른 성장하는 논의 분야는 선수 보호를 위해 이미 시행 중인 규칙의 더 나은 실행이다.
권투가 CTE를 유발할 수 있다는 우려 때문에, 의료 전문가들 사이에서는 이 스포츠를 금지하자는 움직임이 있다. 의료 전문가들은 이미 1950년대부터 이러한 금지를 요구해 왔다.

## 관리
CTE에 대한 치료법은 없으며, 사후 검시를 통해서만 진단할 수 있다. 치료는 다른 형태의 치매와 마찬가지로 지지적이다. CTE 관련 증상이 있는 사람들은 약물 치료 및 비약물 치료를 받을 수 있다. 현재 CTE의 발병을 막거나 늦출 방법은 없다. 그러나 아리셉트(도네페질)와 나멘다(메만틴)와 같은 약물은 기억 상실과 혼란을 완화할 수 있으며, 아리셉트는 뇌의 아세틸콜린 수치를 증가시켜 기억력, 동기 부여 및 주의력을 향상시킬 수 있다. 메만틴은 인지력 강화제로 기억 상실과 혼란에 도움이 될 수 있다. 이러한 약물은 알츠하이머병 및 치매 치료에도 사용된다. 또한 선택적 세로토닌 재흡수 억제제 (SSRIs)와 같은 항우울제도 만성 외상성 뇌병증 (CTE)과 관련된 일부 행동 및 정서적 증상을 관리하는 데 잠재적으로 도움이 될 수 있으며, 기억 기능, 기분 및 각성에 약간의 개선을 가져올 수 있다. SSRIs는 그 효과 때문에 종종 CTE 치료의 첫 번째 선택으로 사용된다.

## 역학
이 질환의 발생률은 여러 차례 머리 부상을 겪었던 사람들 중에서 약 30%에 달한다. 그러나 인구 전체의 발생률은 불분명하다. 이 증후군을 생존 중에 진단할 수 없기 때문에 CTE의 역학을 추적하는 것은 어렵다.
프로 수준의 운동선수들은 격렬한 스포츠 경기에서 잦은 뇌진탕과 아뇌진탕성 충격으로 인해 CTE를 겪는 가장 큰 집단이다. 이러한 격렬한 스포츠에는 미식축구, 오스트레일리안 풋볼, 아이스하키, 럭비 (럭비 유니언 및 럭비리그), 권투, 킥복싱, 종합격투기, 축구, 그리고 레슬링이 포함된다. 축구에서는 오직 잦은 헤딩만이 CTE를 발생시킨 것으로 알려져 있다.
야구에서도 CTE 사례가 기록되었다.
사망한 그리드아이언 축구선수들의 뇌를 대상으로 한 2017년 연구에 따르면, NFL 선수들의 99%, CFL 선수들의 88%, 세미프로 선수들의 64%, 칼리지 풋볼 선수들의 91%, 그리고 고등학교 풋볼 선수들의 21%의 검사된 뇌에서 다양한 단계의 CTE가 발견되었다.
로버츠가 발표한 연구에 따르면, 그가 검사한 은퇴 권투선수들의 약 11%가 경미한 CTE를 앓았고, 약 6%의 권투선수들이 주요 신경학적 문제를 겪었다. 이러한 임상 검사를 통해 로버츠는 폭력 노출과 CTE 영향 사이의 연관성을 확립할 수 있었다. 그는 50세 이상이고 150회 이상 싸운 권투선수들 중 약 50%가 CTE를 앓았다고 밝혔다. 이 수치는 CTE를 앓고 50회 미만으로 싸운 권투선수들의 7%와 비교된다.
CTE로 진단받은 다른 개인으로는 군 복무자, 만성 뇌전증 발작 병력이 있는 사람, 가정 폭력 피해자, 또는 반복적인 머리 충돌을 초래하는 활동에 참여한 사람들이 있다.

## 역사
CTE는 원래 1920년대 권투 선수들 사이에서 "펀치 드렁크 증후군"으로 연구되었다. 펀치 드렁크 증후군은 1928년 미국의사협회저널에 실린 기사에서 해리슨 스탠퍼드 마트랜드라는 법의학 병리학자(당시 에식스 카운티 뉴어크의 수석 검시관)가 처음 기술했는데, 그는 이 상태의 전형적인 떨림, 느려진 움직임, 혼란 및 언어 문제를 언급했다. "펀치 드렁크"라는 용어는 J.A. 밀스바우가 전직 권투 선수들에게 condescending하다고 느껴 1937년에 "권투 치매"로 대체되었다. 권투 치매의 초기 진단은 권투 선수를 뜻하는 라틴어 pugil (pugnus '주먹', pugnāre '싸우다'와 유사)에서 유래했다.
이 상태에 대한 다른 용어로는 만성 권투성 뇌병증, 외상성 권투성 뇌병증, 권투 선수 치매, 권투성 치매, 권투 관련 만성 외상성 뇌손상 (CTBI-B), 펀치 드렁크 증후군 등이 있다.
신경학자 맥도널드 크리츨리는 1949년에 "펀치 드렁크 증후군: 권투 선수의 만성 외상성 뇌병증"이라는 논문을 썼다. CTE는 처음에 머리에 상당한 타격을 입은 개인에게 영향을 미치는 것으로 알려졌지만, 권투 선수에게만 국한되고 다른 운동선수에게는 영향을 미치지 않는다고 여겨졌다. 반복되는 경미한 두부 외상의 임상적 및 신경병리학적 결과에 대한 증거가 늘어나면서, 이러한 신경퇴행성 패턴이 권투 선수에게만 국한되지 않는다는 것이 명확해졌고, 만성 외상성 뇌병증이라는 용어가 가장 널리 사용되게 되었다.
2005년에 베넷 오말루는 미식축구 선수 마이크 웹스터의 시신을 부검했다. 오말루는 웹스터가 CTE로 공식 진단된 최초의 사람이라고 결론 내렸다. 오말루는 부검에서 뇌가 알츠하이머병의 영향을 받았음을 드러낼 것으로 예상했다. 대신, 뇌를 고정하고 해부한 후 오말루는 CTE를 알츠하이머병과 구별하는 비정상적인 단백질 덩어리를 관찰했다.
CTE의 유명한 사례는 전직 NFL 선수 애런 헤르난데즈이다. 살인죄로 복역한 지 2년 만에 헤르난데즈는 감방에서 목을 매달아 숨진 채 발견되었다. 부검 결과 3단계 CTE가 발견되었는데, 이는 27세의 나이로 사망한 그에게서는 매우 드문 심각도였다.
2022년 10월, 미국 국립보건원은 머리에 반복적인 충격과 CTE 사이에 인과 관계가 있음을 공식적으로 인정했다.

## 연구
2005년, 법의학 병리학자 베넷 오말루는 피츠버그 대학교 병리학과 동료들과 함께 사망한 전직 NFL 센터 마이크 웹스터의 뇌 분석을 바탕으로 "내셔널 풋볼 리그 선수에게서의 만성 외상성 뇌병증"이라는 논문을 Neurosurgery 저널에 발표했다. 이어서 2006년에는 전직 NFL 선수 테리 롱의 뇌에서 발견된 유사한 병리학적 소견을 기술한 두 번째 논문이 발표되었다.
2008년, 보스턴 대학교 의과대학 (현 보스턴 대학교 CTE 센터) 산하 외상성 뇌병증 연구 센터는 베드포드 재향군인병원에서 VA-BU-CLF 뇌 은행을 설립하여 운동선수, 군 참전 용사 및 민간인의 뇌와 척수에서 CTE 및 기타 신경 퇴행성 질환의 영향을 분석하기 시작했다. 현재 VA-BU-CLF 뇌 은행은 1000명 이상의 뇌 기증자를 보유한 세계 최대 규모의 CTE 조직 저장고이다.
2009년 12월 21일, 내셔널 풋볼 리그 선수 협회는 보스턴 대학교 CTE 센터와 협력하여 운동선수의 반복적인 뇌 외상 연구를 지원할 것이라고 발표했다. 또한, 2010년 내셔널 풋볼 리그는 보스턴 대학교 CTE 센터에 조건 없는 100만 달러를 기부했다. 2008년, 현역 및 은퇴한 운동선수 12명(하키 선수 팻 라퐁텐과 노아 웰치, 전 NFL 스타 테드 존슨 포함)은 사망 후 자신의 뇌를 VA-BU-CLF 뇌 은행에 기증하기로 약속했다. 2009년, NFL 프로 볼러 맷 버크, 로파 타투푸, 숀 모리는 자신의 뇌를 VA-BU-CLF 뇌 은행에 기증하겠다고 서약했다.
2010년, 20명의 NFL 선수와 전직 선수들이 VA-BU-CLF 뇌 기증 등록에 참여하기로 서약했는데, 여기에는 시카고 베어스 라인배커 헌터 힐렌마이어, 명예의 전당 헌액자 마이크 헤인스, 프로 볼러 잭 토마스, 카일 터리, 콘래드 도블러, 슈퍼볼 챔피언 돈 해슬벡, 그리고 전직 프로 선수 루 카펜터와 토드 헨드릭스가 포함되었다. 2010년, 프로레슬러 믹 폴리, 부커 티, 맷 모건도 사망 시 자신의 뇌를 기증하는 데 동의했다. 또한 2010년, 뇌진탕 후 증상으로 인해 뉴잉글랜드 레볼루션에서 은퇴해야 했던 MLS 선수 테일러 트웰먼도 사망 시 자신의 뇌를 기증하는 데 동의했다. 2010년 현재, VA-BU-CLF 뇌 기증 등록은 250명 이상의 현역 및 전직 운동선수로 구성되어 있다.
2011년, 전직 노스 퀸즐랜드 카우보이스 선수 숀 발렌타인은 헬멧을 사용하지 않는 럭비 리그 선수들의 뇌진탕 영향에 대한 최근 우려에 대한 반응으로, 사망 후 자신의 뇌를 기증하는 데 동의한 최초의 호주 내셔널 럭비 리그 선수가 되었다. 또한 2011년, 영화 파이터에 영감을 준 권투 선수 미키 워드도 사망 시 자신의 뇌를 기증하는 데 동의했다. 2018년, 2017년에 여러 뇌진탕을 이유로 은퇴한 NASCAR 드라이버 데일 언하르트 주니어는 사망 시 자신의 뇌를 기증하는 데 동의한 최초의 자동차 경주 참가자가 되었다.
관련 연구에서, 노스캐롤라이나 대학교 채플힐 운동 및 스포츠 과학 학과 소속 은퇴 운동선수 연구 센터는 내셔널 풋볼 리그 자선 단체의 자금 지원을 받아 "이전 경미한 외상성 뇌손상(MTBI) 및 아뇌진탕성 충격에 노출 빈도가 높은 집단인 전직 축구 선수들을 연구하여, 축구 노출 증가와 반복적인 MTBI 및 인지 장애와 알츠하이머병(AD)과 같은 신경퇴행성 장애 간의 연관성을 조사"하고 있다.
2011년 2월, 전 NFL 선수 데이브 듀어슨은 가슴에 총을 쏴 자살하여 뇌를 온전히 남겼다. 듀어슨은 사랑하는 사람들에게 자신의 뇌를 CTE 연구에 기증해달라는 문자 메시지를 남겼다. 가족은 이 질병을 연구하는 보스턴 대학교 센터의 대표들과 연락을 취했다고 연구 그룹 공동 책임자인 로버트 스턴이 말했다. 스턴은 듀어슨의 기증이 CTE와 잠재적으로 연관된 자살자가 이러한 요청을 한 첫 번째 사례라고 자신이 아는 바로는 처음이라고 말했다. 스턴과 그의 동료들은 듀어슨의 뇌에서 높은 수준의 타우 단백질을 발견했다. 이 상승된 수치는 비정상적으로 덩어리져 뇌 고랑을 따라 모여 있었으며, 이는 CTE를 나타낸다.
2010년 7월, NHL의 폭력 선수 밥 프로버트가 심부전으로 사망했다. 사망 전 그는 아내에게 자신의 뇌를 CTE 연구에 기증해달라고 부탁했는데, 이는 프로버트가 40대에 정신적 쇠퇴를 겪는 것이 관찰되었기 때문이다. 2011년 3월, 보스턴 대학교 연구원들은 프로버트가 기증한 뇌 조직을 분석한 결과 CTE를 앓았다고 결론 내렸다. 그는 보스턴 대학교 CTE 센터 프로그램에서 사후에 CTE 진단을 받은 두 번째 NHL 선수였다.
보스턴 대학교 CTE 센터는 또한 격렬한 스포츠에 참여한 운동선수들에서 근위축성 측삭 경화증 (ALS)과 CTE 사이의 연관성을 발견했다. 이 연구를 위한 조직은 12명의 운동선수와 그 가족들이 매사추세츠 베드포드에 있는 미국 제대군인부 VA 의료 센터의 VA-BU-CLF 뇌 은행에 기증했다.
2013년 버락 오바마 대통령은 군인과 참전용사의 경미한 외상성 뇌손상의 장기적 영향을 다루기 위해 고안된 연방 기금 연구 프로젝트인 만성 신경외상 컨소시엄 (Chronic Effects of Neurotrauma Consortium, CENC)의 설립을 발표했다. CENC는 국방부, VA, 학술 대학 및 사설 연구 기관의 최고 기초 과학, 중개 및 임상 신경 과학 연구자들을 연결하는 다기관 협력체로서, 경미한 TBI 및 그 장기적 영향에 대한 과학적, 진단적 및 치료적 의미를 효과적으로 다루기 위해 설립되었다.
2003년 이후 항구적 자유 작전 (OEF)과 이라크 자유 작전 (OIF)에 파병된 250만 명 이상의 미군 (SM) 중 거의 20%가 최소 한 번의 외상성 뇌손상 (TBI), 주로 경미한 TBI (mTBI)를 입었으며, OEF/OIF 참전 용사 중 거의 8%가 부상 후 6개월 이상 지속적인 TBI 후 증상을 보였다. 대부분의 스포츠 행사에서 발생하는 두부 손상과 달리, 최근 군인 두부 손상은 주로 폭발파 노출의 결과이다.
경쟁적인 신청 과정을 거쳐, 버지니아 커먼웰스 대학교가 이끄는 컨소시엄은 군 참전 용사들의 뇌 손상을 연구하기 위한 자금을 지원받았다. CENC의 프로젝트 책임 연구원은 버지니아 커먼웰스 대학교 (VCU) 리치먼드, 신체 의학 및 재활 (PM&R) 학과장 겸 허먼 J. 플렉스 교수인 데이비드 시푸이며, 공동 책임 연구원은 유니폼드 서비스 의과대학교 신경학과 교수인 라몬 디아즈-아라스티아와 RTI 인터내셔널의 통계학자인 릭 L. 윌리엄스이다.
2017년, 전 프로 축구 선수이자 살인범으로 유죄 판결을 받은 애런 헤르난데즈가 27세의 나이로 감옥에서 자살했다. 그의 가족은 그의 뇌를 보스턴 대학교 CTE 센터에 기증했다. 센터장인 앤 맥키는 "헤르난데즈는 3단계 CTE를 앓고 있었는데, 연구자들은 46세 미만의 뇌에서는 이러한 심각도를 본 적이 없었다"고 결론 내렸다.
2022년, 전 NRL 선수이자 코치인 폴 그린이 49세의 나이로 자살했다. 그린의 뇌는 호주 스포츠 뇌 은행에 기증되었으며, 그의 가족은 웹사이트에 "우리가 사랑하는 폴을 기리며, 호주 스포츠 뇌 은행의 선구적인 연구를 지원해 주시기를 바랍니다"라는 글을 올려 CTE에 대한 추가 연구를 위한 기금을 모금했다. 사후 검사 결과 그린은 가장 "심각한 형태"의 CTE 중 하나를 앓고 있었다. 마이클 버클랜드 교수는 그린이 "의사 결정과 충동 제어 능력을 앗아간 유기적 뇌 질환"을 앓고 있었다고 말했다. 그는 그린이 "꽤 오랫동안 증상을 보였을 것"이라고 덧붙였다.
CTE의 유전적 요소에 대한 연구는 발전하고 있으며 최근 검토에서 잘 요약되어 있다. TMEM106B의 부차적 대립 유전자는 보호 표현형과 관련이 있다.
2023년, 오스트레일리안 풋볼 선수 헤더 앤더슨은 2022년 11월 13일 28세의 나이로 자살로 사망한 후 CTE 진단을 받은 최초의 여성 운동선수가 되었다. 그녀의 뇌는 호주 스포츠 뇌 은행에 기증되었으며, 여러 CTE 병변이 발견되었고 피질의 "거의 모든 곳"에서 이상이 발견되었다. 또한 2023년 8월 28일 JAMA Neurology에 발표된 연구에서는 젊은 나이에 사망한 운동선수들의 뇌 부검 결과가 다루어졌는데, 그 중 한 명은 CTE 진단을 받은 최초의 미국 여성 운동선수였다. 그녀의 이름은 알려져 있지 않지만, 그녀는 28세에 사망한 대학 축구 선수였다.
2024년 3월, 전 럭비 유니언 선수 빌리 가이튼은 2018년 여러 뇌진탕 합병증으로 인해 강제 은퇴하고 2023년 자살로 추정되는 사망에 이른 후 CTE 진단을 받은 뉴질랜드 최초의 운동선수가 되었다. 그의 뇌는 그의 가족이 오클랜드 대학교의 신경학 재단 인간 뇌 은행에 기증했으며, 뉴질랜드와 호주에서 수행된 검시 결과 최종적으로 "전반적 저산소성 허혈성 뇌병증과 일치하는 배경 변화"가 발견되었고, 외상성 투명 중격 동굴 및 연령 관련 타우 침착도 발견되었다.

## 같이 보기
- 후천성 뇌손상
- 뇌손상
- 스포츠에서의 만성 외상성 뇌병증
- 미식축구에서의 뇌진탕
- 럭비 유니언에서의 뇌진탕
- 미식축구의 건강 문제
  - 만성 외상성 뇌병증을 앓는 NFL 선수 목록
  - 척 베드나릭
  - 그 태클 (척 베드나릭)
- 외상성 뇌손상